# اسید اینکادرونیک
اسید اینکادرونیک (انگلیسی: Incadronic acid) یک داروی بیس فسفونات و ضد پوکی استخوان است.